# Kaa Bluff
Das Kaa Bluff ist ein rund 350 m hohes und am Gipfel abgeflachtes Felsenkliff auf der westantarktischen James-Ross-Insel. Östlich des Stoneley Point bildet es den nördlichen Ausläufer eines Berggrats, der sich vom Davies Dome ausgehend in nordwestlicher Richtung erstreckt.
Benannt ist das Kliff nach der Schlange Kaa aus Das Dschungelbuch des britischen Schriftstellers Rudyard Kipling aus dem Jahr 1894.